# Comparativa de programaris d'aprenentatge profund
Comparativa de programaris d'aprenentatge profund és una recopilació de les diferents solucions en l'àmbit de l'aprenentatge profund.
| Programari                  | Creador                                                                    | Llicència              | Codi obert | Plataforma                                            | Escrit en             | Interfície                                                 | Suport OpenMP      | Suport OpenCL                  | Suport CUDA | Derivació automàtica       | Té models coneguts          | Xarxa Recurrent | Xarxa Convolucional | Suport RBM/DBNs | Execució Paral·lela execution (multi node) |
| --------------------------- | -------------------------------------------------------------------------- | ---------------------- | ---------- | ----------------------------------------------------- | --------------------- | ---------------------------------------------------------- | ------------------ | ------------------------------ | ----------- | -------------------------- | --------------------------- | --------------- | ------------------- | --------------- | ------------------------------------------ |
| Apache SINGA                | Apache Incubator                                                           | Apache 2.0             | Sí         | Linux, Mac OS X, Windows                              | C++                   | Python, C++, Java                                          | No                 | Sí                             | Sí          | ?                          | Sí                          | Sí              | Sí                  | Sí              | Sí                                         |
| Caffe                       | Berkeley Vision and Learning Center                                        | BSD                    | Sí         | Linux, Mac OS X, Windows                              | C++                   | Python, MATLAB                                             | Sí                 | En desenvolupament             | Sí          | Sí                         | Sí                          | Sí              | Sí                  | No              | ?                                          |
| Deeplearning4j              | Skymind engineering team; Deeplearning4j community; originally Adam Gibson | Apache 2.0             | Sí         | Linux, Mac OS X, Windows, Android (Cross-platform)    | java                  | Java, Scala, Clojure, Python(Keras)                        | Sí                 | En previsió                    | Yes         | Computational Graph        | Sí                          | Sí              | Sí                  | Sí              | Sí                                         |
| Dlib                        | Davis King                                                                 | Boost Software License | Sí         | Cross-Platform                                        | C++                   | C++                                                        | Sí                 | No                             | Sí          | Sí                         | Sí                          | No              | Sí                  | Sí              | Sí                                         |
| Keras                       | François Chollet                                                           | MIT license            | Sí         | Linux, Mac OS X, Windows                              | Python                | Python, R                                                  | Només usant Theano | En desenvolupament             | Sí          | Sí                         | Sí                          | Sí              | Sí                  | Sí              | Sí                                         |
| MatConvNet                  | Andrea Vedaldi,Karel Lenc                                                  | BSD                    | Sí         | Windows, Linux (OSXvia Docker previst)                | C++                   | MATLAB, C++,                                               | No                 | No                             | Sí          | Sí                         | Sí                          | Sí              | Sí                  | No              | Sí                                         |
| Microsoft Cognitive Toolkit | Microsoft Research                                                         | MIT license            | Sí         | Windows, Linux (OSXvia Docker previst)                | C++                   | Python, C++, Command line,BrainScript(.NET on roadmap)     | Sí                 | No                             | Sí          | Sí                         | Sí                          | Sí              | Sí                  | No              | Sí                                         |
| MXNet                       | Distributed (Deep) Machine Learning Community                              | Apache 2.0             | Sí         | Linux, Mac OS X, Windows,AWS, Android,iOS, JavaScript | Small C++core library | C++, Python, Julia, Matlab, JavaScript, Go, R, Scala, Perl | Sí                 | En previsió                    | Sí          | Sí                         | Sí                          | Sí              | Sí                  | Sí              | Sí                                         |
| Neural Designer             | Artelnics                                                                  | Propietària            | No         | Linux, Mac OS X, Windows                              | C++                   | Graphical user interface                                   | Sí                 | No                             | No          | ?                          | ?                           | No              | No                  | No              | ?                                          |
| OpenNN                      | Artelnics                                                                  | GNU LGPL               | Sí         | Cross-platform                                        | C++                   | C++                                                        | Sí                 | No                             | No          | ?                          | ?                           | No              | No                  | No              | ?                                          |
| PyTorch                     | Adam Paszke, Sam Gross, Soumith Chintala, Gregory Chanan                   | BSD                    | Sí         | Linux, Mac OS, Windows                                | C++, Python, CUDA     | Python                                                     | Sí                 | Sí                             | Sí          | Sí                         | Sí                          | Sí              | Sí                  | Sí              | Sí                                         |
| TensorFlow                  | Google Brainteam                                                           | Apache 2.0             | Sí         | Linux, Mac OS X, Windows                              | C++, Python           | Python (Keras), C/C++, Java, Go, R                         | No                 | En previsió                    | Yes         | Sí                         | Sí                          | Sí              | Sí                  | Sí              | Sí                                         |
| Theano                      | Université de Montréal                                                     | BSD                    | Sí         | Cross-platform                                        | Python                | Python                                                     | Sí                 | En desenvolupament             | Yes         | Sí                         | Through Lasagne's model zoo | Sí              | Sí                  | Sí              | Sí                                         |
| Torch                       | Ronan Collobert, Koray Kavukcuoglu, Clement Farabet                        | BSD                    | Sí         | Linux, Mac OS X, Windows,Android, iOS                 | C, Lua                | Lua, LuaJIT,C, utility library for C++/OpenCL              | Sí                 | Solucions de d'altres empreses | Sí          | Through Twitter's Autograd | Sí                          | Sí              | Sí                  | Sí              | Sí                                         |
| Wolfram Mathematica         | Wolfram Research                                                           | Propietària            | No         | Windows, Mac OS X, Linux, Cloud computing             | C++                   | Wolfram Language                                           | No                 | No                             | Yes         | Yes                        | Sí                          | Sí              | Sí                  | Sí              | Sí                                         |